# Fastelavn, St. Magleby
|  | Denne artikel er oprettet af botten Steenthbot ud fra en ekstern database. Den kan derfor have sproglige fejl eller mangler. Denne skabelon kan fjernes efter kontrol af indholdet. |

Fastelavn, St. Magleby er en dansk dokumentarisk optagelse fra 1930.

## Handling
Fastelavn i Store Magleby ved Dragør, 10.3.1930.